# Нові часи
«Нові часи» (англ. Modern Times) — частково німий комедійний кінофільм Чарлі Чапліна, в якому його головний персонаж "маленький волоцюга" прагне вціліти в індустріальному світі.
У 1989 році фільм «Нові часи» Бібліотека Конгресу США обрала для зберігання в Національному реєстрі фільмів як «культурно, історично та естетично значущий».
На 1 березня 2024 року фільм займав 50-ту позицію у списку 250 найкращих фільмів за версією IMDb.

## Зйомки фільму
Виробництво фільму почали у вересні 1933 р., а завершили 12 січня 1936 р. Прем'єра відбулася 5 лютого 1936 р. в Нью-Йорку. Фільм був задуманий звуковим, але Чаплін не міг собі уявити волоцюгу, що говорить. Він міг бути персонажем тільки німого кіно.
Наприкінці фільму «маленький волоцюга» виходить, щоб заспівати пісню. Він не пам'ятає слів пісні, тож текст записують на його манжеті. Під час музичного виступу він губить манжет і співає пісню з суміші слів, схожих до слів італійської та французької мови. Глядачі вперше почули голос волоцюги.
Чаплін у своїй автобіографії писав про сюжет фільму:

## Сюжет

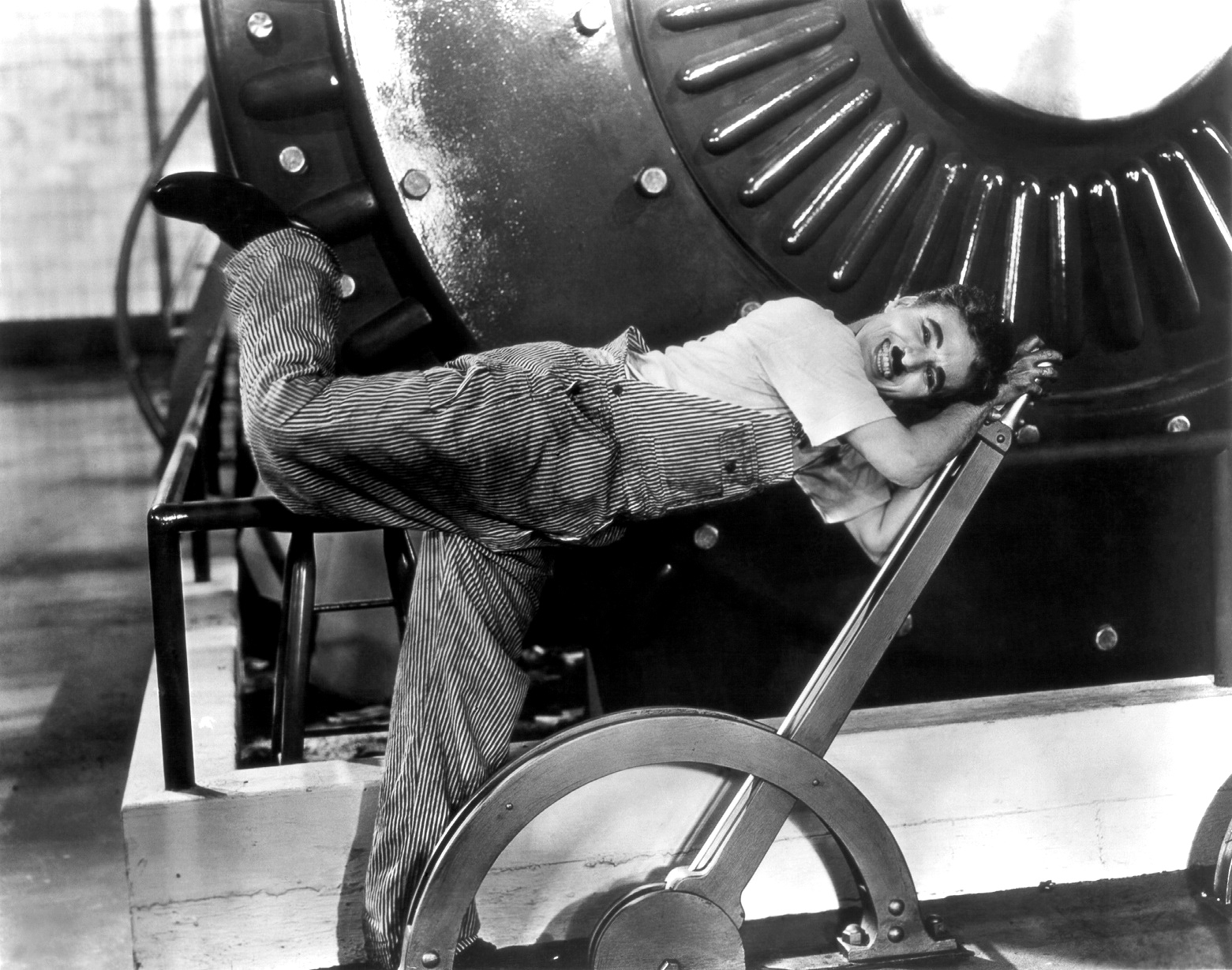
Кадр з фільму

Фільм починається із показу стада баранів, що змінюється натовпом робітників, які приїхали метрополітеном на великий сучасний завод. Волоцюга працює на складальному конвеєрі, увесь день виконуючи один і той самий рух — двома ключами закручує гайки. Президент компанії у своєму кабінеті збирає пазл і читає анекдоти в газеті. По всьому заводу встановлені величезні телевізійні екрани, через які Президент підганяє робітників.
Президент постійно наказує збільшити швидкість руху конвеєра, і Волоцюгу «заклинює» на одному й тому самому русі, навіть коли він уже не працює.
Під час обідньої перерви на Волоцюзі випробовують «годувальну машину», яку створили для того, щоб робітники не відривалися на обідню перерву і продовжували працювати під час обіду. Годувальна машина виходить з ладу, обливає Волоцюгу супом та згодовує його двома металевими гайками.
Після обіду Президент іще збільшує швидкість руху конвеєра і Волоцюга божеволіє. Він намагається закрутити ключами будь-які круглі металеві предмети, які бачить — навіть ґудзики на чужому одязі.
Волоцюгу відправляють до психіатричної лікарні. Вийшовши з лікарні, Волоцюга блукає вулицями. Побачивши, що з автомашини, яка перевозить негабаритний вантаж, упав червоний прапорець, він підіймає його, і починає розмахувати ним, щоб звернути увагу водія. З-за рогу позаду нього з'являється демонстрація робітників, і Волоцюга опиняється на чолі демонстрації з червоним прапором у руці. Поліція заарештовує його, як ватажка бунтарів. Волоцюга опиняється у в'язниці.
Тут Волоцюга допомагає запобігти озброєній втечі й до кінця свого терміну живе комфортно. Коли його випускають, він в'язниці полишати не хоче: у в'язниці його годують, а на волі немає роботи.
Звільнившись, він стає свідком того, як дівчина (Полетт Ґоддар) краде хліб з магазину. Вона з двома малими сестрами давно втратила матір, а батько, безробітний, загинув під час заворушень. Її хапають поліціянти, а Волоцюга каже їм, що це він украв хліб. Його заарештовують. Заарештовують і дівчину. Дорогою до відділку вони втікають із поліцейської машини.
Волоцюга влаштовується нічним сторожем в універмаг. Вночі вони в універмазі з дівчиною «шикарно» відпочивають. Раптом в універмаг проникають грабіжники. Волоцюга намагається їм перешкодити. А грабіжники виявляються його знайомими по заводу. Вони працювали поруч на одному конвеєрі. Старі друзі напиваються, Волоцюга засинає у відділі тканин, і вранці його знову відправляють до в'язниці.
Через 10 днів Волоцюга виходить із в'язниці. Біля воріт його чекає дівчина. Вона знайшла для них ідеальний будинок — розвалений сарай на околиці міста. Закінчується депресія, Волоцюга знову знаходить роботу на заводі. Але перший же робочий день не завершується до кінця, тому що оголошено страйк. За воротами заводу Волоцюга випадково наступає на дошку, на якій лежить цегла. Цегла б'є поліцейського по голові. Волоцюгу заарештовують ще раз.
Тим часом дівчина знаходить роботу танцівниці в кафе та, по виході Волоцюги з в'язниці, влаштовує туди на роботу і його. Волоцюга працює офіціантом і співаком. Водночас інспектори соціальної служби приходять у кафе, щоб забрати дівчину, яка раніше втекла від них, оскільки вона неповнолітня і живе без батьків. Обоє безпритульних утікають.
Наприкінці фільму, на світанку нового дня, вже за містом, на узбіччі безлюдного шосе, дівчина запитує: «Який сенс намагатися?», Волоцюга ж оптимістично відповідає: «Не журися! Ніколи не здавайся! Ми справимося!». І разом, вийшовши на дорогу, вони натхненно й нарешті вільно простують уперед.

## У ролях
- Чарлі Чаплін — фабричний робітник
- Полетт Ґоддар — дівчина
- Генрі Бергман — господар кафе
- Тайні Сендфорд — Великий Білл
- Честер Конклін — механік
- Стенлі Блайстоун — батько дівчини
- Аллан Гарсія — президент корпорації «Електро Стіл»
- Хенк Менн — грабіжник
- Річард Александер — співкамерник
- Сесіл Рейнольдс — тюремний священник

## Цікаві факти
- «Годувальну машину» Чарлі Чаплін придумав іще в 1916 р. для повнометражного фільму про подорож на Місяць. Фільм задумували, як сатиру на технічний прогрес, але не відзняли.
- У ролі священника, який відвідує в'язницю, відзняли англійського хірурга доктора Сесіля Рейнольдса.
- «Нові часи» — ймовірно, найоптимістичніший фільм Чарлі Чапліна. Закінчувалася Велика депресія, у США з'явилася пенсійна система... Наприкінці фільму волоцюга нарешті вільно йде дорогою не сам.
- Чапліна було звинувачено у плагіаті фільму Рене Клера «Свободу нам!», зокрема сцени на конвеєрі.
- В епізоді демонстрації в руках одного з робітників видно плакат з написом «Свабода» (саме так) російською мовою.
- Новий час — доба з XVII ст. до кінця XIX ст.; після цього починається період так званої «новітньої історії», що триває й донині. Це історична епоха, упродовж якої культура західноєвропейських країн набула тієї розвинутої форми, що вирізнила Європу з усієї решти світу і яку вирізняють як особливий тип культури. У попередні епохи культура Європи ще не була «європейською» в цьому розумінні, а в наш час вона вже перестала бути специфічно «європейською», тобто особливим соціокультурним світом, який поєднав би країни Європи, на відміну від усіх інших. Контури неєвропейської культури стали окреслюватися у XVII ст. Реформація, що розпочалася в добу Відродження, була вже зародком культури нового типу. Духовна атмосфера в суспільстві змінилася під впливом англійської революції XVII ст., а потім французької XVIII ст. — вони ознаменували настання нової ери в історії Європи та становлення нової європейської культури. За соціальним змістом це був період формування та утвердження в Європі міщанських соціальних стосунків: центр життя та виробничої, культурної, соціально-політичної діяльності змістився у міста, де бурхливо почали розвиватися різноманітні форми промислового виробництва. Це сприяло появі механізації, яка революціонізувала всю людську діяльність загалом. Паралельно зі змінами способів виробництва трансформувалися суспільні відносини: уриваються давні зв'язки залежності людини від людини, зникає «велика сім'я», а натомість з'являється вільний, автономний індивід, що є засадою явища під назвою «міщанський індивідуалізм». Все це спричиняє шалене прискорення темпів життя і зростання масштабів соціальної динаміки. Відбуваються величезні зміни у розвитку природознавства і філософії. Галілей уперше звернув увагу на розроблення методології науки. Йому належить думка, що наука має спиратися на спостереження й експерименти та користуватися математичною мовою. Саме на цій основі Ньютон створив класичну механіку. Видатні філософи XVII ст. — Ф. Бекон, Т. Гобс, Ф. Декарт, Б. Спіноза, Г. Лейбніц та інші — звільнили філософію від схоластики та повернули її обличчям до науки. Основою філософського пізнання для них стала не сліпа віра, а розум, що спирається на логіку і факти...